# Margherita Dalmet
Margherita Dalmet, även kallad Dalmaz och Delmaz, född 1739, död 11 januari 1817, var en dogaressa av Venedig, gift med Venedigs doge Paolo Renier (r. 1779-1789).
Margherita ska före sitt äktenskap ha varit lindansare, innan Paolo Renier mötte henne i Konstantinopel och gifte sig med henne 1751, samma år som hans första hustru avled. Enligt den officiella versionen var hon dock en föräldralös från ett katolskt barnhem i Konstantinopel. Hennes bakgrund betraktades som en skandal: vid samma dogeval hade Andre Tron diskvalificeras på grund av sin hustru Caterina Trons skandaler trots att denna i alla fall var adlig, men Margherita var än svårare att acceptera som blivande dogaressa. Renier ska ha övervunnit denna skepticism genom mutor. 
På grund av hennes bakgrund ville Venedig inte tillåta henne att göra något intåg som dogaressa. Hon fick dock ändå tillstånd att residera i dogepalatset som dogaressa, även om hon aldrig riktigt accepterades i denna position och i stället kallades La Falsa Dogaressa. Margherita hade rent formellt titeln dogaressa, men avstod från att fungera i denna roll, och representationen utfördes av makens brorsdotter Giustina Renier. 
Paret var inte populära, och Margherita ska ha varit orsaken till dogens impopularitet. Han lät henne bland annat tjäna pengar på att hyra ut stadens offentliga byggnader. År 1786 ställdes Margherita inför rätta för myntförfalskning. En historia är känd om hur Margherita avskydde ljudet av kyrkklockor, och maken betalade därför munkklostret vid palatset för att inte använda dem mot en regelbunden avgift: så fort avgiften var sen ringde dock priorn i kyrkklockorna. Margherita fick aldrig någon statsbegravning.